# Charles Brahm
Charles Brahm (Newcastle upon Tyne, 25 juli 1917 - Wilrijk, 26 mei 2003) was een Belgische kajakker. 

## Levensloop
Hij nam deel aan de Olympische Spelen van 1936 waar hij samen met zijn partner Clement Spiette de negende plaats behaalde op de K2 10.000 m.